# Sonja Vermeylen
Sonja Vermeylen (Vilvoorde, 17 april 1964) is een wegwielrenster uit België.
In 1987 werd Vermeylen tweede op het Belgisch kampioenschap tijdrijden voor dames elite.
In 1996 en 1997 werd ze nationaal kampioen op de weg.